# Стругара у Босанској Јагодини
Стругара у Босанској Јагодини подигнута је 1927. године, а уско је повезана са експлоатацијом шуме у Заовљанским Косама изнад Вишеграда. Прометна банка купила је тамошњу борову шуму од приватних лица 1921/22 зарад стругаре у Београду. Знамо да је пројекат стругаре са свим додатним инсталацијама израдио инжењер Милош Савчић. Жичару за стругару градила је фирма Адолф Блајхерт и Компанија из Лајпцига.

## Изглед и рад стругаре
Транспорт обле грађе се у овој стругари вршио тадашњом најмодернијом технологијом, жичаном железницом, која је од утоварне станице у месту Луке до истоварне станице у самој стругари, дуга 8200 метара, са падом од 360 метара и капацитетом од 100 кубика обле грађе за један сат. Максимална тежина товара била је 2000 килограма по вагону.
Пруга жичаре састојала се из два конструктивна дела. Први је од утоварне станице до комбиноване затежне станице, која се налазила у средини жичаре, на четвртом километру. Највећи распон на том делу жичаре износи више од хиљаду метара и то између потпора број 37 и 38 на петом и шестом километру. На овом делу саграђена је станица Тетребица. На другом делу жичаре од комбиноване затежне станице на четвртом километру, до истоварне станице у самој стругари налазила се двострука затежна станице. На овом делу жичаре слободни распони били су нешто мањи. 
Рад стругаре почео је 1928. године, у њој се налазила погонска парна машина и три гатера са свим додатним машинама. Стругара је од почетка рада до 1930. године привређивала тек толико да покрије своје издатке, а када је тридесетих година наступила велика привредна криза стругара је осетила губитке. Постепено се и ово предузеће опоравило у наредном периоду. 
Обла грађа ће се сплавовима транспортовати Рзавом, Дрином, Савом и Дунавом до Београда. До 1933. године стругара је отпремила у Београд 22.000 кубних метара обле грађе и око 15.000 кубних метара стругане грађе, толико да стругара у Београду може радити минималним капацитетом и да не мора отпуштати раднике, а да машине не остану неупотребљене. Новина код ове стругаре била је та да је, због нагнутог терена морала бити направљена преносница, која је требала да омогући развоз робе на таквом терену. Осим тога била је једна од ретких предузећа у томе делу Босне где су сељаци могли да се запосле и себи и својим породицама обезбеде егзистенцију.